# Alan Alda

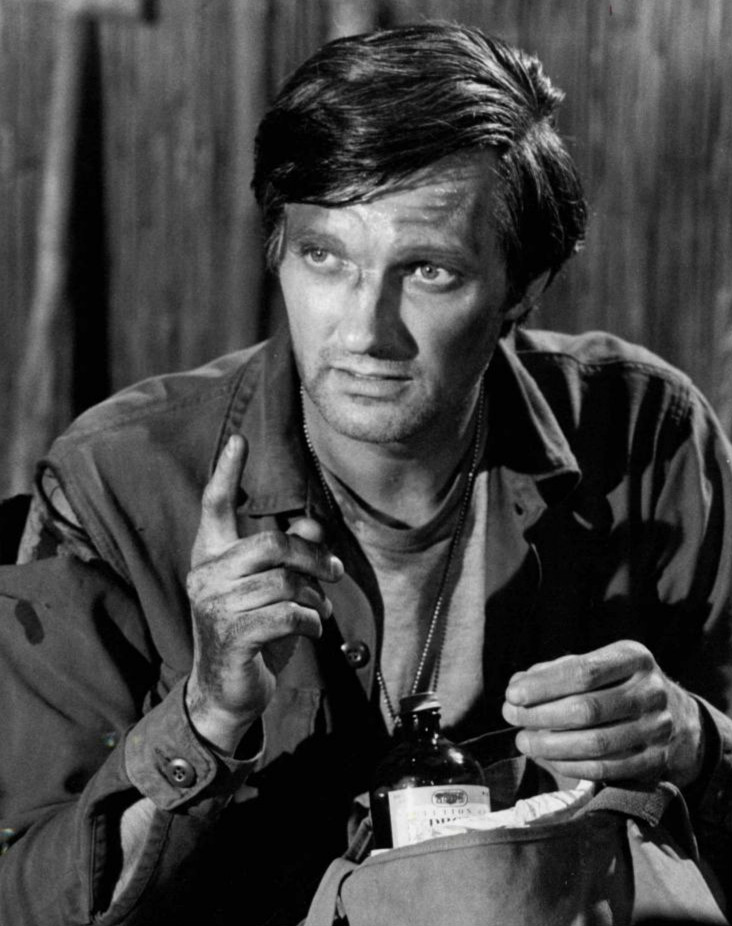
Alan Alda en la serie M*A*S*H (1975).

Alphonso Joseph D'Abruzzo (Nueva York, 28 de enero de 1936), más conocido por su nombre artístico Alan Alda, es un actor y director de cine estadounidense, ganador del Globo de Oro en 6 ocasiones por la serie M*A*S*H.

## Biografía
Es hijo del actor Robert Alda, de ascendencia italiana, y de Joan Browne, de ascendencia irlandesa. Aparte de actuar en la gran pantalla, también ha realizado trabajos en el teatro y en la televisión como autor, productor y director.
Su debut como actor de teatro se produjo con dieciséis años en Barnesville, Pensilvania. Pero Alda debe su gran popularidad sobre todo gracias a la serie de televisión M*A*S*H, la cual protagonizó.
Después trabajó en las películas como El infierno del whisky (1970), de Richard Quine; The Mephisto Waltz (1971), de Paul Wendkus; El año próximo, a la misma hora (1978), de Robert Mulligan; California Suite (1978), de Herbert Ross; Escalada al poder (1979), de J. Schatzberg; Crimes and Misdemeanors (1989); Misterioso asesinato en Manhattan (1993); Everyone Says I Love You (1996) (las tres últimas de Woody Allen); y Murder at 1600 (Asesinato en la Casa Blanca) (1997). En 2016, formó parte del elenco de la serie Horace and Pete, de Louis C.K., en el papel de uncle Pete.
Como guionista cabe destacar la película The Four Seasons (1981), que además dirigió. Alda mantiene una gran amistad con Woody Allen, con quien ha colaborado en varias películas.

## Filmografía

### Director, guionista
| Año  | Título                     | Director | Guionista |
| ---- | -------------------------- | -------- | --------- |
| 1979 | The Seduction of Joe Tynan | No       | Si        |
| 1981 | The Four Seasons           | Si       | Si        |
| 1986 | Sweet Liberty              | Si       | Si        |
| 1988 | A New Life                 | Si       | Si        |
| 1990 | Betsy's Wedding            | Si       | Si        |

### Cine
| Año  | Título                         | Personaje                                 |
| ---- | ------------------------------ | ----------------------------------------- |
| 1963 | Gone Are the Days!             | Charlie Cotchipee                         |
| 1964 | That Was the Week That Was     |                                           |
| 1968 | Paper Lion                     | George Plimpton                           |
| 1969 | The Extraordinary Seaman       | Teniente Morton Krim                      |
| 1970 | El infierno del whisky         |                                           |
| 1970 | Jenny                          | Delano                                    |
| 1970 | The Moonshine War              | John W. Martin                            |
| 1971 | The Mephisto Waltz             | Myles Clarkson                            |
| 1972 | To Kill a Clown                | Mayor Evelyn Ritchie                      |
| 1978 | Same Time, Next Year           | Georges Peters                            |
| 1978 | California Suite               | Bill Warren                               |
| 1979 | The Seduction of Joe Tynan     | Joe Tynan                                 |
| 1981 | The Four Seasons               | Jack Burroughs                            |
| 1986 | Sweet Liberty                  | Michael Burgess                           |
| 1988 | A New Life                     | Steve Giardino                            |
| 1989 | Crimes and Misdemeanors        | Lester                                    |
| 1990 | Betsy's Wedding                | Eddie Hopper                              |
| 1992 | Whispers in the Dark           | Leo Green                                 |
| 1993 | Manhattan Murder Mystery       | Ted                                       |
| 1994 | White Mile                     | Dan Cutler                                |
| 1995 | Canadian Bacon                 | Presidente de los Estados Unidos          |
| 1996 | Flirting with Disaster         | Richard Schlichting                       |
| 1996 | Everyone Says I Love You       | Bob Dandridge                             |
| 1997 | Murder at 1600                 | Asesor de seguridad Nacional Alvin Jordan |
| 1997 | Mad City                       | Kevin Hollander                           |
| 1998 | Mucho más que amigos           |                                           |
| 1999 | Keepers of the Frame           | Él mismo                                  |
| 2000 | What Women Want                | Dan Wanamaker                             |
| 2001 | Attica: La cárcel de la muerte |                                           |
| 2004 | The Aviator                    | Owen Brewster                             |
| 2007 | Resurrecting the Champ         | Ralph Metz                                |
| 2008 | Diminished Capacity            | Tío Rollie Zerbs                          |
| 2008 | Flash of Genius                | Gregory Lawson                            |
| 2008 | Nothing But the Truth          | Albert Burnside                           |
| 2011 | Tower Heist                    | Arthur Shaw                               |
| 2012 | Wanderlust                     | Carvin Wiggins                            |
| 2015 | The Longest Ride               | Ira Levinson                              |
| 2015 | Bridge of Spies                | Thomas Watters                            |
| 2015 | St. James Place                |                                           |
| 2019 | Historia de un matrimonio      | Bert Spitz                                |
| 2022 | Ray Donovan: The Movie         | David Hollander                           |

### Televisión
| Año       | Título                         | Personaje                                  | Notas                                           |
| --------- | ------------------------------ | ------------------------------------------ | ----------------------------------------------- |
| 1958      | The Phil Silvers Show          | Carlyle Thomson III                        | Episodio: "Bilko the Art Lover"                 |
| 1962      | Naked City                     | Poeta joven                                | Episodio: "Hold for Gloria Christmas"           |
| 1963      | The Doctors and the Nurses     | Dr. John Griffin                           | Episodios: "Many a Sullivan", "Night Sounds"    |
| 1963      | Route 66                       | Dr. Glazer                                 | Episodio: "Soda Pop and Paper Flags"            |
| 1963      | East Side/West Side            | Freddie Wilcox                             | Episodio: "The Sinner"                          |
| 1965      | The Trials of O'Brien          | Nick Staphos                               | Episodio: "Picture Me a Murder"                 |
| 1967      | Coronet Blue                   | Clay Breznia                               | Episodio: "Six Months to Mars"                  |
| 1968      | Premiere                       | Frank St. John                             | Episodio: "Higher and Higher, Attorneys at Law" |
| 1972      | The Glass House                | Jonathon Paige                             | Película de televisión                          |
| 1972      | Playmates                      | Marshall Barnett                           | Película de televisión                          |
| 1972–83   | M*A*S*H                        | Capitán Benjamin Franklin "Hawkeye" Pierce | 256 Episodios                                   |
| 1973      | Isn't It Shocking?             | Dan Barnes                                 | Película de televisión                          |
| 1974      | The Carol Burnett Show         | Él mismo                                   | Episodio: "#8.13"                               |
| 1974      | Free to Be... You and Me       | Él mismo                                   | Película de televisión                          |
| 1974      | 6 Rms Riv Vu                   | Paul Friedman                              | Película de televisión                          |
| 1977      | Kill Me If You Can             | Caryl W. Chessman                          | Película de televisión                          |
| 1993      | And the Band Played On         | Dr. Robert Gallo                           | Película de televisión                          |
| 1993–2005 | Scientific American Frontiers  | Él mismo (Anfitrión)                       | 81 Episodios                                    |
| 1994      | White Mile                     | Dan Cutler                                 | Película de televisión                          |
| 1996      | Jake's Women                   | Jake                                       | Película de televisión                          |
| 1999      | ER                             | Dr. Gabriel Lawrence                       | 5 episodes                                      |
| 2001      | Club Land                      | Willie Walters                             | Película de televisión                          |
| 2001      | The Killing Yard               | Ernie Goodman                              | Película de televisión                          |
| 2004–06   | The West Wing                  | Senador Arnold Vinick                      | 28 Episodios                                    |
| 2005      | Getaway                        | Él mismo                                   | Episodio: "Found"                               |
| 2009–10   | 30 Rock                        | Milton Greene                              | 3 Episodios                                     |
| 2011–13   | The Big C                      | Dr. Atticus Sherman                        | 6 Episodios                                     |
| 2012      | The Human Spark                | Él mismo                                   | 3 Episodios                                     |
| 2013      | Brains on Trial with Alan Alda | Él mismo                                   | 2 Episodios                                     |
| 2013      | 50 Children                    | Narrador                                   | HBO Documental                                  |
| 2013–14   | The Blacklist                  | Alan Fitch                                 | 5 Episodios                                     |
| 2016      | Horace and Pete                | Tío Pete                                   | 5 Episodios                                     |
| 2016      | Broad City                     | Dr. Jay Heller                             | Episodio: "2016"                                |
| 2018–19   | The Good Fight                 | Solomon Waltzer                            | 3 Episodios                                     |
| 2018–20   | Ray Donovan                    | Dr. Arthur Amiot                           | 8 Episodios                                     |

## Teatro
| Año     | Título                   | Personaje                    | Notas                               |
| ------- | ------------------------ | ---------------------------- | ----------------------------------- |
| 1959    | Only in America          | Hombre del teléfono          | Cort Theatre, Broadway              |
| 1961–62 | Purlie Victorious        | Charlie Cotchipee            | Longacre Theatre, Broadway          |
| 1964    | Fair Game for Lovers     | Benny                        | Cort Theatre, Broadway              |
| 1964    | Cafe Crown               | Dr. Irving Gilbert           | Martin Beck Theatre, Broadway       |
| 1964–65 | The Owl and the Pussycat | F. Sherman                   | Royale Theatre, Broadway            |
| 1966–67 | The Apple Tree           | Varios                       | Shubert Theatre, Broadway           |
| 1992    | Jake's Women             | Jake                         | Neil Simon Theatre, Broadway        |
| 1998–99 | Art                      | Marc                         | Royale Theatre, Broadway            |
| 2001–02 | QED                      | Richard Feynman              | Vivian Beaumont Theater, Broadway   |
| 2003    | The Play What I Wrote    | Estrella invitada misteriosa | Lyceum Theatre, Broadway            |
| 2005    | Glengarry Glen Ross      | Shelly Levene                | Bernard B. Jacobs Theatre, Broadway |
| 2014    | Love Letters             | Andrew Makepeace Ladd III    | Brooks Atkinson Theatre, Broadway   |
| 2016    | Oh, Hello                | Él mismo (noche de apertura) | Lyceum Theatre, Broadway            |

## Premios y nominaciones
Premios Óscar
| Año  | Categoría              | Película   | Resultado |
| ---- | ---------------------- | ---------- | --------- |
| 2005 | Mejor actor de reparto | El aviador | Nominado  |

Premios BAFTA
| Año  | Categoría              | Película                | Resultado |
| ---- | ---------------------- | ----------------------- | --------- |
| 1990 | Mejor actor de reparto | Crimes and Misdemeanors | Nominado  |
| 2005 | Mejor actor de reparto | El aviador              | Nominado  |

Premios Globo de Oro
| Año  | Categoría                           | Película              | Resultado |
| ---- | ----------------------------------- | --------------------- | --------- |
| 1969 | Nueva estrella del año - Actor      | León de papel         | Nominado  |
| 1973 | Mejor actor - Serie de Comedia      | M*A*S*H               | Nominado  |
| 1974 | Mejor actor - Serie de Comedia      | M*A*S*H               | Nominado  |
| 1975 | Mejor actor - Serie de Comedia      | M*A*S*H               | Ganador   |
| 1976 | Mejor actor - Serie de Comedia      | M*A*S*H               | Ganador   |
| 1977 | Mejor actor - Serie de Comedia      | M*A*S*H               | Nominado  |
| 1978 | Mejor actor - Serie de Comedia      | M*A*S*H               | Nominado  |
| 1979 | Mejor actor - Serie de Comedia      | M*A*S*H               | Nominado  |
| 1979 | Mejor actor - Comedia o musical     | Same time, next year  | Nominado  |
| 1980 | Mejor actor - Serie de Comedia      | M*A*S*H               | Ganador   |
| 1981 | Mejor actor - Serie de Comedia      | M*A*S*H               | Ganador   |
| 1982 | Mejor actor - Comedia o musical     | Las cuatro estaciones | Nominado  |
| 1982 | Mejor guion                         | Las cuatro estaciones | Nominado  |
| 1982 | Mejor actor - Serie de Comedia      | M*A*S*H               | Ganador   |
| 1983 | Mejor actor - Serie de Comedia      | M*A*S*H               | Ganador   |
| 1995 | Mejor actor - Miniserie o telefilme | White Mile            | Nominado  |

Premios del Sindicato de Actores
| Año  | Categoría                           | Película      | Resultado |
| ---- | ----------------------------------- | ------------- | --------- |
| 2002 | Mejor actor - Miniserie o telefilme | Club Land     | Nominado  |
| 2005 | Mejor reparto                       | El aviador    | Nominado  |
| 2006 | Mejor actor - Serie dramática       | The West Wing | Nominado  |
| 2006 | Mejor reparto - Serie dramática     | The West Wing | Nominado  |

Premios Primetime Emmy
| Año  | Categoría                                      | Trabajo                | Resultado |
| ---- | ---------------------------------------------- | ---------------------- | --------- |
| 1973 | Mejor actor - Serie de comedia                 | M*A*S*H                | Nominado  |
| 1974 | Mejor actor - Miniserie o telefilme            | 6 Rms Riv Vu           | Nominado  |
| 1974 | Mejor actor - Serie de comedia                 | M*A*S*H                | Ganador   |
| 1974 | Actor del año                                  | M*A*S*H                | Ganador   |
| 1975 | Mejor actor - Serie de comedia                 | M*A*S*H                | Nominado  |
| 1975 | Mejor dirección - Serie de comedia             | M*A*S*H                | Nominado  |
| 1976 | Mejor actor - Serie de comedia                 | M*A*S*H                | Nominado  |
| 1976 | Mejor dirección - Serie de comedia             | M*A*S*H                | Nominado  |
| 1977 | Mejor actor - Serie de comedia                 | M*A*S*H                | Nominado  |
| 1977 | Mejor dirección - Serie de comedia             | M*A*S*H                | Ganador   |
| 1977 | Mejor guion - Serie de comedia                 | M*A*S*H                | Nominado  |
| 1978 | Mejor actor - Serie de comedia                 | M*A*S*H                | Nominado  |
| 1978 | Mejor dirección - Serie de comedia             | M*A*S*H                | Nominado  |
| 1978 | Mejor guion - Serie de comedia                 | M*A*S*H                | Nominado  |
| 1978 | Mejor actor - Miniserie o telefilme            | Kill Me If You Can     | Nominado  |
| 1979 | Mejor actor - Serie de comedia                 | M*A*S*H                | Nominado  |
| 1979 | Mejor dirección - Serie de comedia             | M*A*S*H                | Nominado  |
| 1979 | Mejor guion - Serie de comedia                 | M*A*S*H                | Ganador   |
| 1980 | Mejor actor - Serie de comedia                 | M*A*S*H                | Nominado  |
| 1980 | Mejor dirección - Serie de comedia             | M*A*S*H                | Nominado  |
| 1981 | Mejor actor - Serie de comedia                 | M*A*S*H                | Nominado  |
| 1981 | Mejor dirección - Serie de comedia             | M*A*S*H                | Nominado  |
| 1982 | Mejor actor - Serie de comedia                 | M*A*S*H                | Ganador   |
| 1982 | Mejor dirección - Serie de comedia             | M*A*S*H                | Nominado  |
| 1982 | Mejor guion - Serie de comedia                 | M*A*S*H                | Nominado  |
| 1983 | Mejor actor - Serie de comedia                 | M*A*S*H                | Nominado  |
| 1983 | Mejor dirección - Serie de comedia             | M*A*S*H                | Nominado  |
| 1994 | Mejor actor de reparto - Miniserie o telefilme | And the Band Played On | Nominado  |
| 2000 | Mejor actor invitado - Serie dramática         | ER                     | Nominado  |
| 2001 | Mejor actor de reparto - Miniserie o telefilme | Club Land              | Nominado  |
| 2005 | Mejor actor de reparto - Serie dramática       | The West Wing          | Nominado  |
| 2006 | Mejor actor de reparto - Serie dramática       | The West Wing          | Ganador   |
| 2009 | Mejor actor invitado - Serie de comedia        | 30 Rock                | Nominado  |

Premios Tony
| Año  | Categoría              | Trabajo             | Resultado |
| ---- | ---------------------- | ------------------- | --------- |
| 1967 | Mejor actor - Musical  | The Apple Tree      | Nominado  |
| 1992 | Mejor actor            | Jake's Women        | Nominado  |
| 2005 | Mejor actor de reparto | Glengarry Glen Ross | Nominado  |

Premios Grammy
| Año  | Categoría           | Trabajo                                    | Resultado |
| ---- | ------------------- | ------------------------------------------ | --------- |
| 2008 | Mejor álbum hablado | Things I Overheard While Talking to Myself | Nominado  |

## Grados Honorarios
| Lugar        | Año                | Universidad                | Grado                        |
| ------------ | ------------------ | -------------------------- | ---------------------------- |
| Nueva Jersey | 1974               | Saint Peter's University   | Doctorado                    |
| Nueva York   | 1978               | Fordham University         | Doctorado                    |
| Nueva Jersey | 1979               | Drew University            | Doctorado                    |
| Connecticut  | 1983               | Wesleyan University        | Doctor en Bellas Artes (DFA) |
| Nueva York   | 2004               | Long Island University     | Doctor de Letras (D.Litt.)   |
| Pensilvania  | 17 de mayo de 2015 | Carnegie Mellon University | Doctor en Bellas Artes (DFA) |
| Escocia      | June 2017          | University of Dundee       | Doctor de Leyes (LL.D.)      |
| Nueva York   | Mayo 2019          | Stony Brook University     | Doctor en Bellas Artes (DFA) |